# Wahlkreis Wentworth
Der Wahlkreis Wentworth war von 1918 bis 1950 und von 1983 bis 2010 ein Wahlkreis (englisch constituency) für die Wahl eines Abgeordneten des britischen Unterhauses (House of Commons).

## Ergebnisse (seit 1983)

### Parlamentswahl 1983
| Kandidaten           | Kandidaten     | Parteien                | Stimmen | %    |
| -------------------- | -------------- | ----------------------- | ------- | ---- |
|                      | Peter Hardy    | Labour Party            | 27.498  | 60,9 |
|                      | Richard Norton | Conservative Party      | 9.603   | 21,3 |
|                      | Max Tildsley   | Social Democratic Party | 8.082   | 17,9 |
| Gesamt               | Gesamt         | Gesamt                  | 45.183  | 100  |
|                      |                |                         |         |      |
| Quelle: UK Parlament |                |                         |         |      |

### Parlamentswahl 1987
| Kandidaten           | Kandidaten    | Parteien                | Stimmen | %    |
| -------------------- | ------------- | ----------------------- | ------- | ---- |
|                      | Peter Hardy   | Labour Party            | 30.205  | 65,2 |
|                      | William Hague | Conservative Party      | 10.113  | 21,8 |
|                      | David Elgin   | Social Democratic Party | 6.031   | 13,0 |
| Gesamt               | Gesamt        | Gesamt                  | 46.349  | 100  |
|                      |               |                         |         |      |
| Quelle: UK Parlament |               |                         |         |      |

### Parlamentswahl 1992
| Kandidaten           | Kandidaten         | Parteien           | Stimmen | %    |
| -------------------- | ------------------ | ------------------ | ------- | ---- |
|                      | Peter Hardy        | Labour Party       | 32.939  | 68,5 |
|                      | Michael J. Brennan | Conservative Party | 10.490  | 21,8 |
|                      | Christine Roderick | Liberal Democrats  | 4.629   | 9,6  |
| Gesamt               | Gesamt             | Gesamt             | 48.058  | 100  |
|                      |                    |                    |         |      |
| Quelle: UK Parlament |                    |                    |         |      |

### Parlamentswahl 1997
| Kandidaten           | Kandidaten     | Parteien           | Stimmen | %    |
| -------------------- | -------------- | ------------------ | ------- | ---- |
|                      | John Healey    | Labour Party       | 30.225  | 72,3 |
|                      | Karl Hamer     | Conservative Party | 6.266   | 15,0 |
|                      | James Charters | Liberal Democrats  | 3.867   | 9,3  |
|                      | Andrew Battley | Referendum Party   | 1.423   | 3,4  |
| Gesamt               | Gesamt         | Gesamt             | 41.781  | 100  |
|                      |                |                    |         |      |
| Quelle: UK Parlament |                |                    |         |      |

### Parlamentswahl 2001
| Kandidaten           | Kandidaten      | Parteien              | Stimmen | %    |
| -------------------- | --------------- | --------------------- | ------- | ---- |
|                      | John Healey     | Labour Party          | 22.798  | 67,5 |
|                      | Mike Roberts    | Conservative Party    | 6.349   | 18,8 |
|                      | David Wildgoose | Liberal Democrats     | 3.652   | 10,8 |
|                      | John Wilkinson  | UK Independence Party | 979     | 2,9  |
| Gesamt               | Gesamt          | Gesamt                | 33.778  | 100  |
|                      |                 |                       |         |      |
| Quelle: UK Parlament |                 |                       |         |      |

### Parlamentswahl 2005
| Kandidaten           | Kandidaten      | Parteien               | Stimmen | %    |
| -------------------- | --------------- | ---------------------- | ------- | ---- |
|                      | John Healey     | Labour Party           | 21.225  | 59,6 |
|                      | Mark Hughes     | Conservative Party     | 6.169   | 17,3 |
|                      | Keith Orrell    | Liberal Democrats      | 4.800   | 13,5 |
|                      | Jonathan Pygott | British National Party | 1.798   | 5,1  |
|                      | John Wilkinson  | UK Independence Party  | 1.604   | 4,5  |
| Gesamt               | Gesamt          | Gesamt                 | 35.596  | 100  |
|                      |                 |                        |         |      |
| Quelle: UK Parlament |                 |                        |         |      |